# Adam Okruashvili
Adam Okruashvili (in georgiano ადამ ოქრუაშვილი?; Tbilisi, 1º gennaio 1989) è un judoka georgiano.

## Palmarès
- Mondiali

Astana 2015: bronzo nei +100kg.
- Europei

Novi Sad 2006: bronzo nella gara open;
Budapest 2013: oro nella gara a squadre argento nei +100kg;
Montpellier 2014: oro nella gara a squadre argento nei +100kg;
Baku 2015: oro nei +100kg e nella gara a squadre;
Varsavia 2017: oro nei +100kg e nella gara a squadre.
- Giochi europei

I Giochi europei: oro nei +100kg e nella gara a squadre.
- Campionati europei juniores

Zagabria 2005: bronzo nei +100kg.
- Campionati europei cadetti

Rotterdam 2004: argento nei +90g;

### Vittorie nel circuito IJF
| Data           | Località       | Paese      | Categoria    |
| -------------- | -------------- | ---------- | ------------ |
| 10 giugno 2012 | Rio de Janeiro | Brasile    | Gran Slam    |
| 26 marzo 2013  | Tjumen'        | Russia     | World Master |
| 23 marzo 2014  | Tbilisi        | Georgia    | Gran Prix    |
| 26 giugno 2014 | Budapest       | Ungheria   | Gran Prix    |
| 15 maggio 2016 | Almaty         | Kazakistan | Gran Prix    |
| 2 aprile 2017  | Tbilisi        | Georgia    | Gran Prix    |